# 抑制振盪子
抑制振盪子（英語：repressilator）又称压缩振荡子，是一个人工合成的基因调控网络。它是一个由三个基因组成的环形振荡器，其中的每个基因各自表达抑制蛋白并抑制下一个基因的表达。

## 发展
Michael Elowitz和Stanislas Leibler在2000年最早发表了抑制振盪子。该网络的设计能够使绿色荧光蛋白的水平产生稳定的振荡，其作用与具有固定振荡周期的电子振荡器系统类似。通过标准的分子生物学方法，研究者在大肠杆菌中组建了这一网络，并通过观察证实了改造菌落具有期望中的振荡行为。
抑制振盪子由三个连成反馈环路的基因组成，其中每个基因抑制环路中的下一个基因，并被前一个基因抑制。另外，绿色荧光蛋白被用作系统的报告基因，使我们可以使用荧光显微镜观察网络的行为。

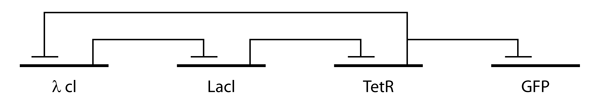
抑制振盪子的基因網絡機制。

两个简单的数学模型指导了抑制振盪子的设计，其中一个是连续的和确定的，另一个是离散的和随机的。

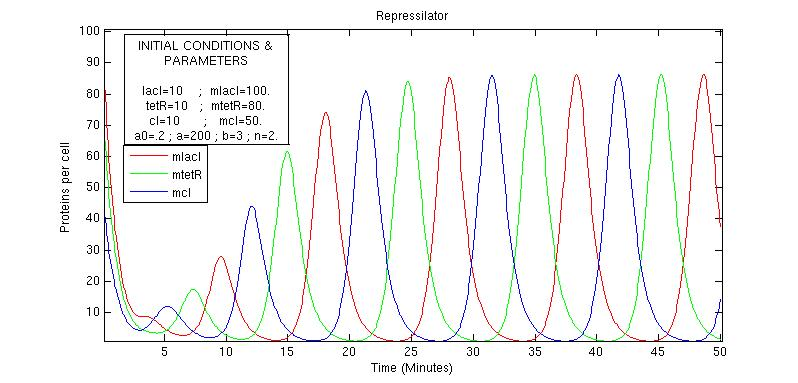
持續的抑制振盪子模擬畫面。

通过分析这些数学模型，我们可以确定能够产生持续振荡的各种速率参数的值。研究者发现一些条件有利于振荡的发生，例如与高效核糖体结合位点偶联的强启动子，严格的转录抑制（低泄露），协同抑制以及较为接近的蛋白质和mRNA降解速率。
从这些分析中可以得出两个设计要点。
首先，为了减小泄漏，原有的启动子区被替换为更严格的混合启动子。这种混合启动子其结合了λP L 启动子与LACL和TetR的操纵序列。
第二，为了减少抑制蛋白和mRNA之间的寿命差异，每个抑制蛋白基因的3'末端都被添加了基于ssRA序列的末端标签。这种标签可以被蛋白酶识别，并引导蛋白酶降解被标记的蛋白质。
研究者使用了一种低拷贝质粒表达抑制振盪子，使用了另一种高拷贝的质粒表达报告基因。这两种质粒都需要被转化到大肠杆菌中。

## 影响
抑制振盪子是合成生物学的里程碑，它证明可以通过人工设计实现表达期望功能的基因调控网络。此外，初期的实验使我们可以对许多生物体中发现的生物钟得出新的评价。这些生物钟往往比抑制剂表现得更强大。最近在RIKEN定量生物学中心进行的一项调查发现，单个蛋白质分子可以经由化学修饰形成与温度无关的自持振荡器。
抑制振盪子在数学上的应用可能有助于从昼夜节律到内分泌等领域的研究。通过對抑制振盪子的研究，我们能够更清楚的阐明自然生物系统中固有的同步性以及影响它们的因素。

## 进一步发展
2016年，一个研究团队大大提高了原始设计的准确性。  

## 外部連結
- 抑制振盪子模型網站 （页面存档备份，存于）及生物模型数据库中有關該模型的描述 （页面存档备份，存于）
- Github上的模型 （页面存档备份，存于）
- 線上抑制振盪子模型 （页面存档备份，存于）